# 4692 SIMBAD
4692 SIMBAD è un asteroide della fascia principale. Scoperto nel 1983, presenta un'orbita caratterizzata da un semiasse maggiore pari a 2,2560877 UA e da un'eccentricità di 0,1478223, inclinata di 3,70290° rispetto all'eclittica.
Deve il proprio nome al database astronomico dell'Università di Strasburgo, SIMBAD.